# Вижас
Вижас (на руски: Вижас) е река в Архангелска област и Ненецки автономен окръг на Русия, вливаща се в Баренцево море. Дължина 219 km. Площ на водосборния басейн 3050 km².
Река Вижас изтича от малкото езеро Източно Биково, разположено на 62 m н.в., в североизточната част на Архангелска област. По цялото си протежение тече в северна посока през крайната северна част на Източноевропейската равнина в широка,плитка и едва забележима, силно заблатена долина. Влива се в южната част на залива Чешка губа, на Баренцево море, на 30 km северно от Северната полярна окръжност, на територията на Ненецки автономен окръг. Основни притоци: леви – Берьозовка (74 km), Суханиха (55 km); десни – Кумиха (50 km). Има смесено подхранване с преобладаване на снежното и дъждовното с ясно изразено пролетно пълноводие (предимно през юни). Оттокът ѝ целогодишно се регулира от множеството малки езера, разположени по течението и във водосборния ѝ басейн. По течението ѝ няма постоянни населени места, с изключение на село Вижас, разположено на около 25 km от устието ѝ.